# Lyonia nipensis
Lyonia nipensis là một loài thực vật có hoa trong họ Thạch nam. Loài này được Urb. mô tả khoa học đầu tiên năm 1925.